# Peter Hartwig
Peter Hartwig (Hoogezand, 19 mei 1963) is een Nederlands kunstschilder. 

## Leven en werk
Hartwig volgde van 1981 tot 1986 een opleiding aan de Academie voor Beeldende Kunsten Minerva te Groningen. Hij werkt voornamelijk met olieverf op doek in een figuratieve stijl met bijna impressionistische verftoets. Zijn werk is gebaseerd op directe waarnemingen, herinneringen en elementen uit de fantasiewereld. Zijn figuren zijn vaak in de geometrische vlakverdeling opgenomen als gelijkwaardige elementen. Werk van Hartwig bevindt zich onder meer in het Drents Museum en in grote collecties zoals die van de ING. Behalve met olieverf werkt Hartwig ook met zeefdruktechnieken.